# آلبان (کوندینامارکا)
آلبان (انگلیسی: Albán, Cundinamarca) یک منطقه مسکونی در کلمبیا است.